# Sula magna
Sula magna es una especie extinta de ave pelecaniforme de la familia Sulidae que vivió durante el Mioceno en el actual Perú. Es la especie más grande conocida del género Sula.